# Gaël Monfils
Gaël Monfils (Bobigny, 1986. szeptember 1. –) francia hivatásos teniszező.
Apja Guadeloupe, anyja Martinique szigetéről származik. Juniorként ugyanazon évben megnyerte az Australian Opent, a Roland Garrost és Wimbledont. A US Openen végül a szerb Viktor Troicki megállította, pedig Stefan Edberg óta ő lehetett volna az első, aki megcsinálja a juniorok között a Grand Slamet. A felnőttek között tíz ATP tornát tudott megnyerni. Legjobb Grand Slam-eredményét a 2008-as Roland Garroson és a 2016-os US Openen érte el, amelyeken az elődöntőig jutott.
Monfils a mai tenisz egyik legnagyobb „showmanje”, amikor jó formában van rendszeresen magával ragadja a közönséget látványos és akrobatikus játékstílusával.
2021 júliusában összeházasodott az ukrán profi teniszezőnő Elina Szvitolinával.

## ATP döntői (2)

### Egyéni

#### Győzelmei (2)
| Összesítés                                            | Összesítés |
| ----------------------------------------------------- | ---------- |
| Grand Slam-torna                                      | (0)        |
| ATP World Tour Masters 1000 / ATP Masters Series      | (0)        |
| ATP World Tour 500 Series / International Series Gold | (0)        |
| ATP World Tour 250 Series / International Series      | (2)        |
| ATP World Tour Finals / Tennis Masters Cup            | (0)        |

|   | Dátum                | Torna                     | Borítás         | Ellenfél a döntőben   | Eredmény a döntőben |
| 1 | 2005. augusztus 7.   | Orange Warsaw Open, Sopot | Salak           | Florian Mayer         | 7-6(6), 4-6, 7-5    |
| 2 | 2009. szeptember 27. | Moselle Open, Metz        | Kemény (fedett) | Philipp Kohlschreiber | 7–6(1), 3–6, 6–2    |

#### Elvesztett döntői (7)
|   | Dátum              | Torna                              | Borítás          | Ellenfél a döntőben | Eredmény a döntőben |
| 1 | 2005. október 3.   | Moselle Open, Metz                 | Kemény (fedett)  | Ivan Ljubičić       | 6-7(7), 0-6         |
| 2 | 2005. október 24.  | Grand Prix de Tennis de Lyon, Lyon | Szőnyeg (fedett) | Andy Roddick        | 3-6, 2-6            |
| 3 | 2006. január 2.    | Qatar ExxonMobil Open, Doha        | Kemény           | Roger Federer       | 3-6, 6-7(5)         |
| 4 | 2007. május 20.    | Hypo Group TI, Pörtschach          | Salak            | Juan Mónaco         | 6-7(3), 0-6         |
| 5 | 2008. október 12.  | BA-CA TennisTrophy, Bécs           | Kemény (fedett)  | Philipp Petzschner  | 4-6, 4-6            |
| 6 | 2009. február 23.  | Abierto Mexicano Telcel, Acapulco  | Salak            | Nicolás Almagro     | 4-6, 4-6            |
| 7 | 2009. november 15. | BNP Paribas Masters, Párizs        | Kemény (fedett)  | Novak Đoković       | 2–6, 7–5, 6–7(3)    |